# Балушкин, Аркадий Владимирович
Аркадий Владимирович Балушкин (14 января 1948 года, Москва, РСФСР, СССР — 11 февраля 2021 года, Москва, Россия) — советский и российский учёный-ихтиолог, заведующий лабораторией ихтиологии Зоологического института РАН, специалист по изучению нототениевидных рыб, награждён золотой медалью имени Л. С. Берга (2020).

## Биография
Родился 14 января 1948 года в Москве. В детстве с родителями переехал в Пермь, где окончил школу.
В 1971 году — окончил биологический факультет Пермского государственного университета.
После окончания ВУЗа поступил в аспирантуру Зоологического института РАН (ЗИН РАН), где его научным руководителем был выдающийся учёный, один из первых в мире исследователей антарктических рыб член-корреспондент АН СССР А. П. Андрияшев.
С 1975 по 1977 годы — работал в лаборатории селекции рыб ГосНИОРХа, а затем вернулся в ЗИН.
В 1978 году — защитил кандидатскую диссертацию, тема: «Морфологические основы систематики и филогении нототений (Notothenia Richardson и близкие роды)».
В 1984 году была опубликована в России монография по расширенным материалам диссертации, которая принесла ему международную известность и в 1989—1990 годах была издана на английском языке в США, Индии и Нидерландах.
В период с 1983 по 1984 годы — принял участие в экспедиции в Западную Антарктику на научно-поисковом судне «Гижига», где вел исследования антарктических рыб. По итогам полученных в экспедиции данных, а также накопленных ранее сведений была написана в 1992 году программная статья «Классификация, родственные связи и происхождение семейств подотряда нототениоидных рыб (Notothenioidei, Perciformes)», опубликованной в журнале «Вопросы ихтиологии».
В 1997 году — защитил докторскую диссертацию, тема: «Морфология, классификация и эволюция нототениоидных рыб Южного океана».
В 1998 году — становится заведующим лаборатории ихтиологи ЗИН.
В 1990-е годы совместно с известным исследователем дальневосточных морей В. В. Фёдоровым работал наблюдателем в трёх рейсах японского промыслового судна «Тора-Мару 58», по итогам которой появилась серия статей, посвящённых находкам новых для науки видов и родов липаровых, бельдюговых, глубоководных удильщиков и других групп рыб.

## Научная деятельность
Вел исследования в области изучения проблем сравнительной и эволюционной морфологии, систематики и исторической биогеографии рыб, являлся ведущим в мире экспертом по ихтиофауне Антарктики и специалистом по систематике и биогеографии многих групп рыб Мирового океана.
В результате многолетних исследований рыб Южного океана им были заложены основы современной классификации, изучены закономерности эволюционного и исторического становления подотряда нототениевидных рыб.
Совместно с сотрудниками лаборатории ихтиологи вел исследования антарктических нототениевидных рыб, описав новый род Halaphrites из семейства Pseudaphritidae, провел работы по систематике и распространению представителей семейств антарктических плосконосовых, антарктических бородатковых и белокровных рыб.
Автор монографии «Антарктические плосконосовые» (2011), посвящённой закономерностям морфологической эволюции, филогении, распространения и систематики рыб этого семейства.
Активно занимался разработкой проблем систематики и зоогеографии других представителей антарктической и субантарктической ихтиофауны из семейств глубоководных удильщиков, липарид, муренолипид, конгиоподид и бельдюговых, описал новое семейство Bathylutichthyidae для нового рода Bathylutichthys.
Создал серию Каталогов рыб фондового хранилища лаборатории ихтиологии ЗИН, включающих сведения по коллекциям рыб отрядов Aulopiformes, Myctophiformes, Esociformes, Percopsiformes, Ophidiiformes, Batrachoidiformes, Lophiiformes и семейств Zoarcidae, Stichaeidae, Pholidae, Anarhichadidae.
Автор и соавтор четырёх монографий и пяти каталогов, в списке его научных работ свыше 160 статей.
Являлся членом редколлегий журналов «Вопросы ихтиологии», «Рыболовство и рыбоводство», «Труды Зоологического института», «Вестник Пермского университета».
Принимал участие в работе Научного совета РАН по ихтиологии и гидробиологии, был членом учёного и диссертационного советов ЗИН РАН, научного совета «Ихтиологическая комиссия».
В его честь названы семь новых для науки видов ныне живущих и ископаемых рыб.

## Награды
- Золотая медаль имени Л. С. Берга (2020) — за цикл работ по морфологии, систематике и исторической биогеографии антарктических рыб